# 祥符镇 (高安市)
祥符镇，是中华人民共和国江西省宜春市高安市下辖的一个乡镇级行政单位。

## 行政区划
祥符镇下辖以下地区：
祥符社区、龙湾村、西湖村、早塘村、祥符村、伞桥村、竹龙村、莲花村、建山村、东岗村、南山村、塔前村、赤岗村、杉林村和星龙村。